# دیزران
دیزران، روستایی از توابع بخش گاریزات شهرستان تفت در استان یزد ایران است.

## جمعیت
این روستا در دهستان کهدوئیه قرار دارد و براساس سرشماری مرکز آمار ایران در سال ۱۳۸۵، جمعیت آن ۲۶۴ نفر (۷۳خانوار) بوده‌است.